# كوارتزيت
كوارتزيت (بالإنجليزية: Quartzite)‏ ينتج هذا الصخر من تحول الصخور الرسوبية التي تحتوى كلية أو في غالبيتها على الكوارتز ثم الأحجار الرملية والصوان. ويتكون الكوارتزيت من هذه الصخور نتيجة إعادة تبلور المعادن المكونة لها بالتحول التماسى أو النطاقى، وأحيانا تترسب السيليكا كمادة لاصقة بين حبيبات الصخور الرملية مما يؤدى إلى تكون صخر الكوارتزيت.
يختلف لون صخور الكوارتزيت من القرمزى إلى الأصفر نتيجة لوجود شوائب من أكاسيد الحديد. ويكون معدن الكوارتز حوالي 98% من مكونات الكوارتزيت الذي يتميز بنسيج دقيق الحبيبات. ويعد صخر الكوارتزيت من الصخور غير المتورقة وهو ذو مكسر سكري ليس كالكوارتز النقي، بحيث يمكن تمييزة بسهولة عن الكواتز النقي. 